# 레드 웨지
레드 웨지(영어: Red Wedge)는 1985년 영국에서 결성한 음악가 집단으로, 당시 영국 총리로 집권중이던 마거릿 대처 및 보수당 정부에 반대하고 1987년 총선을 앞두고 젊은이들에게 노동당의 정책을 가르치려 했다.

## 역사
빌리 브래그(브래그의 1985년 《Jobs for Youth》 투어가 레드 웨지의 원형이다), 폴 웰러, 더 커뮤나즈의 보컬리스트 지미 서머빌 등을 앞세운 레드 웨지는 콘서트 파티를 개최하고 미디어에 모습을 드러내며 노동당의 선거 유세에 합류하였다.
레드 웨지는 1985년 11월 21일 브래그, 웰러, 스트로베리 스위치블레이드 및 커스티 맥콜이 당시 노동당 의원이었던 로빈 쿡이 웨스트민스터궁으로 그들을 초대하며 시작되었다. 레드 웨지라는 이름은 러시아의 구성주의 예술가 엘 리시츠키가 1919년 그린 포스터 "붉은 쐐기로 흰색을 쳐라"(Beat the Whites with the Red Wedge)에서 따온 것이다.
레드 웨지는 여러 투어를 개최하였는데, 맨 처음은 1986년 1월과 2월 브래그를 필두로 웰러의 밴드 스타일 카운슬, 더 커뮤나즈, 주니어 기스콤베, 로나 지, 제리 대머스가 함께 했으며, 게스트로 매드니스, 더 더, 헤븐 17, 바나나라마, 프리팹 스프라우트, 엘비스 코스텔로, 게리 켐프, 톰 로빈슨, 샤데이, 더 비트, 로이드 콜, 블로우 몽키스, 줄즈 및 더 스미스 등이 공연하였다. 1986년 노동당 연례 컨퍼런스에서 레드 웨지의 노동당 지지는 찬사를 얻었다.